# كفاءة تحويل الطاقة

الطاقة الناتجة تكون دائما أقل من الطاقة المستهلكة.

كفاءة تحويل الطاقة في الفيزياء وفي التكنولوجيا (بالإنجليزية: Energy conversion efficiency)‏ هي النسبة بين الطاقة المستفادة من آلة إلى الطاقة المستهلكة. وقد يكون الطاقة المستفادة كهرباء أو من محرك أو حرارة. وعند القيام بإنتاج طاقة كهربائية مثلا عن طريق حرق الفحم أو النفط تكون كفاءة تحويل الطاقة الحرارية قليلة وتضيع معظم الطاقة هباء (انظر دورة كارنو).
{\displaystyle eta={\frac {P_{\mathrm {out} }}{P_{\mathrm {in} }}}}
وتعني الكفاءة هنا الكفاءة الصناعية أو الفيزيائية. وفي هذه المعدلة تعني مثلا :{\displaystyle P_{o}ut}
الطاقة التي ينتجها محرك يعمل بالبنزين إلى طاقة احتراق البنزين {\displaystyle (P_{(}in}

## مقدمة
القيمة النظرية للكفاءة بين 1 وصفر أو بين 100% و0%. والقيمة العظمى للكفاءة (1 أو 100%) لا يمكن التوصل إليها عمليا، وذلك بسبب ضياع جزء من الطاقة في صورة حرارة عن طريق الاحتكاك. وبالنسبة إلى المحركات الحرارية مثل محرك احتراق داخلي يضيع جزء من الحرارة عن طريق النفايات الغازية.
ولا يمكن أن تصل كفاءة آلة حرارية إلى الكفاءة المثالية التي تؤتي بها دورة كارنو. وتعرف كفاءة دورة كارنو بأنها الفرق بين درجة الحرارة العليا ودرجة الحرارة السفلى مقسوما على درجة الحرارة العليا في الدورة كلها. ولحساب تلك المعادلة يجب وضع درجة الحرارة بالكلفن أي بدرجات الحرارة المطلقة.

## كفاءة ميكانيكية
تعطى الكفاءة الميكانيكية صندوق التروس وكرسي التحميل وهي تشكل جزءا من الكفاءة الكلية لآلة. وهي تأخذ في الحسبان مقدار الطاقة التي تضيع في صورة حرارة، وهذا الجزء الضائع من الطاقة تتسبب في تسخين التروس والقطع المتحركة في الآلة. ويلعب الاحتكاك بين تلك القطع دورا رئيسيا في ضياع جزء من الطاقة وعدم الاستفادة من الطاقة المستخدمة استفادة كاملة.

## كفاءة حرارية
الكفاءة الحرارية تعطي النسبة بين القدرة الناتجة إلى الطاقة الحرارية في آلة حرارية، مثل محرك بخاري :
{\displaystyle \eta _{\mathrm {th} }={\frac {P_{\mathrm {th} }}{\dot {Q}}}}
حيث:
{\displaystyle \eta _{\mathrm {th} }\,} الكفاءة الحرارية,
{\displaystyle P_{\mathrm {th} }\,} القدرة الميكانيكية الناتجة
{\displaystyle {\dot {Q}}} كمية الحرارة المبذولة.
وأعلى قيمة لتلك الكفاءة هي كفاءة دورة كارنو ، وهي لا يمكن الزيادة عنها بسبب القوانين الطبيعية التي تصيغها الديناميكا الحرارية
{\displaystyle \eta _{\mathrm {C} }=1-{\frac {T_{n}}{T_{h}}}\!\,},
حيث:
{\displaystyle T_{n}} درجة الحرارة المنخفضة (النهائية)
{\displaystyle T_{h}} أعلى درجة حرارة للتشغيل
وتحتسب درجات الحرارة بالكلفن.

## كفاءة آلات الاحتراق
تعطي كفاءة آلات الاحتراق كمية الاستفادة من حرارة وقود عند القدرة الاسمية. والكفاءة هنا تأخذ في الحسبان كمية الحرارة الضائعة عن طريق إطلاق الغاز العادم في الجو. ويمكن تحديد كفاءة آلة عن طريق قياس الحرارة الضائعة مع غاز العادم مع مراعاة أخذ حرارة ضائعة أخرى.
وتعين كفاءة آلة احتراق بطرح كمية الحرارة الضائعة مع العادم من كمية الحرارة المستغلة (100%). وتعتمد كمية الحرارة الضائعة أيضا على الغاز العادم وعلى الأخص نسبة الهواء فيه.

## كفاءة الانتروبية الثابتة
تستخدم الإنتروبية الثابتة لحساب كفاءة آلة ميكانيكية حرارية. وطبقا لقوانين الديناميكا الحرارية لا يمكن الطاقة الحرارية أن تتحول بالكامل إلى نوع آخر من الطاقة (مثل الكهرباء أو طاقة حركية) ، أي أن :
الطاقة الحرارية = جزء طاقة تحول إلى حركة Exergie + جزء طاقة لم يتحول إلى حركة
وكفاءة ألى ميكانيكية تعمل بالحرارة تكون دائما أقل من كفاءة الآلة المثالية.
{\displaystyle \qquad \eta =1-{\frac {T_{\mathrm {min} }}{T_{\mathrm {max} }}}={\frac {\mbox{Exergie}}{\mbox{thermische Energie}}}\,},
حيث ترتبط الآلة بحوضين لهما حرارتين :
{\displaystyle T_{\mathrm {min} }} حوض الحرارة المنخفضة (النهائية)
{\displaystyle T_{\mathrm {max} }} حوض الحرارة العالية.
وتستخدم كفاءة الإنتروبية الثابتة بغرض مقارنة تلك العملية بكفاءة آلة واقعية.

## كفاءة كلية
إذا اشتغلت عدة آلات تلو بعضها فإن الكفاءة الكلية للآلات تكون حاصل ضرب كفاءات الآلات الذاتية.
{\displaystyle \eta _{\mathrm {Total} }=\eta _{1}\cdot \eta _{2}\cdot \ldots \cdot \eta _{n}\,}
مثال:
- محطة طاقة كهربائية 40 % (0,4),
- محول في محطة الكهرباء 99 % (0,99)
- محول قريب من المستهلك 95 % (0,95)
- محرك كهربائي 80 % (0,8)

الكفاءة الكلية :
{\displaystyle \eta _{\mathrm {total} }} = 0,4 · 0,99 · 0,95 · 0,8 = 0,30096
أو بالتقريب 30 %.
وقد افترضنا في هذا المثال أنه لا يوجد فقد للطاقة في خطوط التوصيل. فإذا لم يكن الحال كذلك فلا بد من أخذ كفاءة خطوط التوصيل في الحسبان.
وعندما تكون كفاءة أحد الآلات منخفضة تكون النتيجة منخفضة هي الأخرى بطريقة فظيعة. وعلى سبيل المثال نعطي حالة طاقة أولية ستتحول ثلاثة مرات قبل أن تنتج قدرة 100 واط .
التحول الأول بكفاءة عالية 90 % لثلاث وحدات (فيكون ناتجها 72.9 %) ، والتحويل الثاني ذو كفاءة منخفضة 20 % (فيكون الناتج 0.8 %).
في المرحلة الأولى حيث تكون الكفاءة عالية تحتاج استخدام قدرة ابتدائية قدرها 137 واط. ولكن المرحلة الثانية حيث الكفاء منخفضة، فيحتم استخدام طاقة ابتدائية قدرها 12.500 واط.

## أمثلة على كفاءة أجهزة وعمليات
| آلة، عملية                  | طاقة مستهلكة               | طاقة مستفادة                | الكفاءة % |
|                             |                            |                             |           |
| مفاعل نووي                  | نووي                       | كهرباء                      | 33        |
| محطة قوى بالغاز (غاز طبيعي) | كيميائي                    | كهربائي & حراري             | 50–60     |
| خلية شمسية                  | أشعة الشمس                 | كهربائي                     | 5–27      |
| محطة قوى بالفحم (فحم)       | كيميائي                    | كهربائي                     | 25–50     |
| توليد مشترك (5)             | كيميائي                    | كهربائي & حراري             | حتى 98    |
| محطة كهرمائية               | حركي                       | كهربائي                     | 80–90     |
| طاقة ريحية                  | حركي                       | كهربائي                     | حتى 51    |
| أجهزة وآلات                 |                            |                             |           |
| خلية وقود                   | كيميائي                    | كهربائي                     | 20–48     |
| محرك بخاري                  | كيميائي                    | حركي                        | 3–44      |
| محرك احتراق داخلي (سيارة)   | كيميائي                    | حركي                        | 30–50     |
| محرك ديزل                   | كيميائي                    | حركي                        | حتى 50    |
| محرك ذو ضربتين              | كيميائي                    | حركي                        | 55        |
| محرك كهربائي                | كهربائي                    | حركي                        | 20–99     |
| دينامو الدراجة              | حركي                       | كهربائي                     | 20–65     |
| مولد كهربائي                | حركي                       | كهربائي                     | 95–99     |
| لمبة عادية                  | كهربائي                    | كهرومغناطيسي (ضوء)          | 3–5       |
| كابل توصيل تيار مستمر       | كهربائي                    | كهربائي                     | 95        |
| ديود ضوئي                   | كهربائي                    | كهرومغناطيسي (ضوء)          | 5–25      |
| مفتاح كهربائي               | كهربائي                    | كهربائي                     | 50–95     |
| محطة بث                     | كهربائي                    | كهرومغناطيسي (موجة راديوية) | 30–80     |
| محول                        | كهربائي                    | كهربائي                     | 50–99     |
| محرك نفاث طيران مدني        | كيميائي                    | حركي                        | 40        |
| مقوم كهربائي                | كهربائي                    | كهربائي                     | 93–98     |
| إنتاج الحرارة               |                            |                             |           |
| فرن الغاز (منزلي)           | كيميائي                    | حراري                       | 30–40     |
| فرن كهربائي (منزلي)         | كهربائي                    | حراري                       | 50–60     |
| تدفئة بالغاز                | كهربائي                    | حراري                       | 80–90     |
| فرن بالفحم (منزلي)          | كيميائي                    | حراري                       | 30–50     |
| فرن بالفحم (في الصناعة)     | كيميائي                    | حراري                       | 80–90     |
| طبخ بالنار في العراء        | كيميائي                    | حراري                       | <15       |
| مدفأة بالفحم                | كيميائي                    | حراري                       | 10–30     |
| لوح ضوئي                    | أشعة شمسية                 | حرارية                      | <85       |
| سخان كهربائي                | كهربائي                    | حراري                       | >98       |
| عمليات طبيعية               |                            |                             |           |
| تمثيل ضوئي                  | كهرومغناطيسية (أشعة شمسية) | كيميائي                     | 35        |
| يراقة مضيئة                 | كيميائي                    | كهرومغناطيسية (ضوء)         | <95       |
| إنسان (عضلات)               | كيميائي                    | حركي                        | 20–30     |
| عمليات كثيفة                |                            |                             |           |
| استخراج الفحم (واحتراقه)    | كيميائي                    | حراري                       | 30–60     |
| تمثيل ضوئي (أشجار وحرقها)   | كهرومغناطيسية (ضوء)        | كيميائي                     | 0,1–2,5   |